# دينتون كولي
دينتون كولي (بالإنجليزية: Denton Cooley)‏ (و. 1920 – م - 18 نوفمبر 2016) هو أستاذ جامعي من الولايات المتحدة الأمريكية. ولد في هيوستن (تكساس). وهو عضو في الأكاديمية الصربية للعلوم والفنون.

## التعليم
تعلم في جامعة جونز هوبكينز

## جوائز
حصل على جوائز منها:
- قلادة العلوم الوطنية الأمريكية في مجال التكنولوجيا والإبتكار
- وسام الحرية الرئاسي.

## روابط خارجية
- دينتون كولي على موقع الموسوعة البريطانية (الإنجليزية)
- دينتون كولي على موقع مونزينجر (الألمانية)
- دينتون كولي على موقع ميوزك برينز (الإنجليزية)
- دينتون كولي على موقع إن إن دي بي (الإنجليزية)